# Lakewood (Karolina Południowa)
Lakewood – jednostka osadnicza w Stanach Zjednoczonych, w stanie Karolina Południowa, w hrabstwie Sumter.